# Ischemia
L'ischemia (dal greco ἰσχαιμία, isch-: riduzione, -emia: sangue) è la totale o parziale assenza di afflusso di sangue in un organo.

Essa può essere totale o parziale (cioè un insufficiente apporto di sangue rispetto alle necessità di ossigenazione del tessuto) e si accompagna ad ipossia, nella forma di ipossia ischemica, da carente apporto di sangue ossigenato al tessuto ischemico.

## Eziologia
Le cause alla base dell'inadeguatezza del flusso sanguigno possono essere molteplici:
- Tachicardia: battito cardiaco eccessivamente rapido che non permette un adeguato complesso d'ossigeno
- Ipotensione: bassa pressione sanguigna che non irrora tutti i distretti corporei
- Vasocostrizione: restringimento vascolare causato da agenti esogeni o endogeni
- Compressione extravasale: il vaso viene costretto da corpi o masse esterne
- Aterosclerosi: ostruzione del lume vascolare da parte di placche lipidiche
- Tromboembolia: ostruzione del lume vascolare da parte di trombi
- Embolia: ostruzione del lume del vaso da parte di emboli gassosi o di liquido amniotico, lipidi, batteri, tumori
- Briglie aderenziali: a seguito di infiammazioni croniche o interventi chirurgici

Le patologie alla base di questi deficit sono varie; da citare sono i tumori, le leucemie, le anemie, l'infarto del miocardio, l'embolia gassosa arteriosa, granulomi, obesità.

## Patogenesi
Il principale effetto di una carenza o totale assenza di sangue in un qualsiasi tessuto, è l'alterazione della respirazione cellulare, ed in particolare la diminuzione dell'ATP intracellulare, in favore di un accumulo di ipoxantina; quest'ultima, è il prodotto ultimo della degradazione metabolica dell'adenosina.
Viene prodotto ATP anche tramite glicolisi anaerobia, ma con produzione e accumulo di acido lattico e conseguente acidosi; inoltre l'ischemia compromette l'arrivo dei substrati per la glicolisi, quindi questo tipo di respirazione viene compromesso rapidamente. L'accumulo di tali prodotti porta di conseguenza ad un'alterazione della distribuzione ionica (ed in particolare del calcio intracellulare), del potenziale di membrana, disorganizzazione citoscheletrica, rigonfiamento cellulare ed infine necrosi.
A livello tissutale si denotano l'espressione di geni per agenti bioattivi quali citochine, molecole d'adesione leucocitaria, endotelina, trombossani, e la repressione di prodotti protettivi ossido nitrico sintasi, ossido nitrico, trombomodulina e prostacicline.
L'ischemia è anche causa di mancato apporto di fattori trofici (fattori di crescita) che mediano un segnale di sopravvivenza e conseguente attivazione del processo apoptotico. Il processo apoptotico è attivato anche dall'influsso di calcio nella cellula causato da ipossia o altri meccanismi come l'eccitotossicità (nel tessuto nervoso). Se le cellule andranno in necrosi o apoptosi dipenderà dalla quantità di ATP, necessario perché quest'ultima si possa realizzare. Quindi la possibilità che la cellula attivi la modalità di morte preferenziale ossia l'apoptosi (che non attiva infiammazione) dipende dal grado di ischemia. Questo è stato ampiamente dimostrato nel tessuto nervoso nel caso dello stroke.
Importante nella definizione del danno da ischemia sono, oltre l'entità ischemica, la velocità di comparsa, il tempo di esposizione ed il tessuto colpito. Un'ischemia lenta e progressiva ha un decorso più lento, un adattamento cellulare migliore, si risolve maggiormente in un'atrofia cellulare e si manifesta con spasmo: un esempio è il comune formicolio da compressione. Maggiore è il periodo ischemico minore è la possibilità di reversibilità: generalmente un danno ischemico diventa irreversibile oltre i 30 minuti; da tenere in considerazione il tipo di tessuto: i tessuti particolarmente sensibili all'inadeguato afflusso di sangue sono in ordine cervello (il danno irreversibile si presenta dopo 4-5 minuti), cuore e reni.
Strettamente collegati sono i danni da riperfusione.

## Segni e sintomi
Un'ischemia si può manifestare tramite cianosi, formicolii, spasmi, brividi, svenimento, angina pectoris in caso di ischemia cardiaca.